# Miguel Sebastián

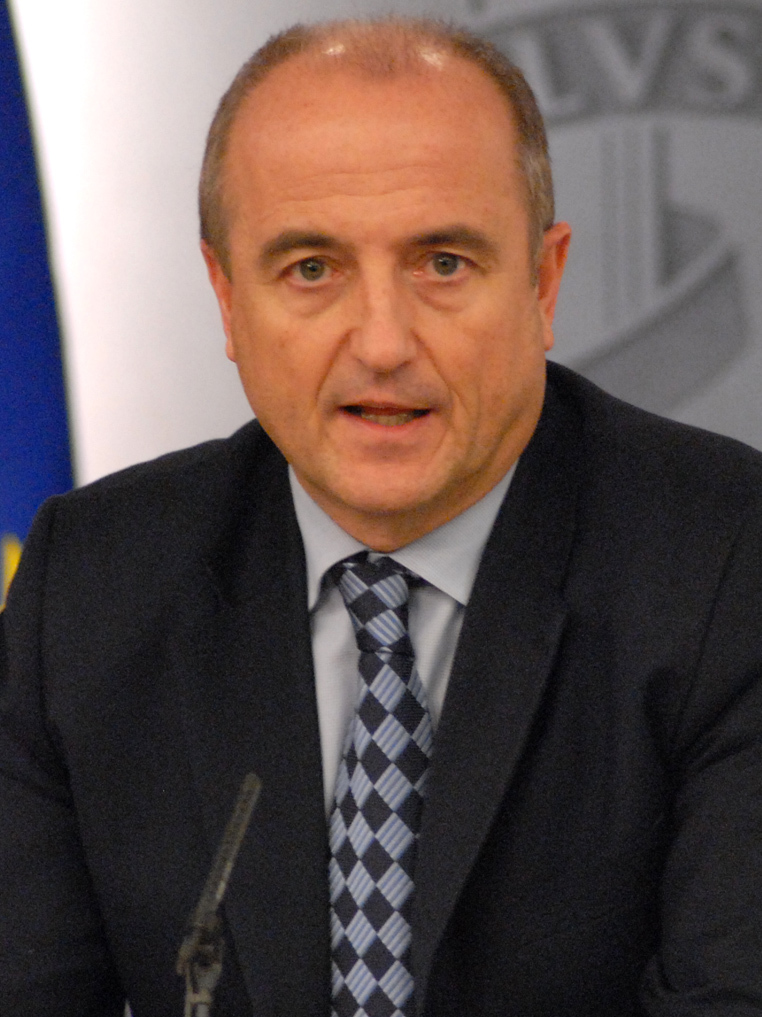
Miguel Sebastián

Miguel Sebastián Gascón (* 13. Mai 1957 in Madrid) ist ein spanischer Wirtschaftswissenschaftler und Politiker der sozialistischen Partei PSOE. Er war von April 2008 bis Dezember 2011 Minister für Industrie, Tourismus und Wirtschaft im zweiten Kabinett Zapatero.

## Lebenslauf
Nach dem Studium der Wirtschaftswissenschaften in der Universität Complutense Madrid und der University of Minnesota war er Mitarbeiter wirtschaftswissenschaftlicher Zeitschriften sowie Professor für Grundlagen der Wirtschaftsanalyse an der Universität Complutense.
Seit 1999 leitete er die Forschungsabteilung der spanischen Bank BBVA, von wo aus er wiederholt die liberale Wirtschaftspolitik der spanischen Regierung unter José María Aznar und Wirtschaftsminister Rodrigo Rato kritisierte. Im Jahr 2003 verlor Sebastián diesen Posten und wurde stattdessen zum wirtschaftspolitischen Berater des damaligen Oppositionschefs José Luis Rodríguez Zapatero ernannt.
Nach dem Wahlsieg der PSOE in den spanischen Parlamentswahlen 2004 galt Sebastián als möglicher Wirtschaftsminister oder auch als möglicher neuer Leiter der spanischen Zentralbank. Zuletzt wurde er zum Leiter des Wirtschaftsbüros im Präsidentialamt ernannt und blieb damit im Kreis der engen Vertrauten Zapateros.
Am 25. Oktober 2006 trat Sebastián von diesem Amt zurück und wurde zum Kandidaten der PSOE für die Madrider Kommunalwahlen im Mai 2007 ernannt. Zuvor hatten mehrere andere Parteimitglieder, darunter der frühere Verteidigungsminister José Bono, diese Kandidatur abgelehnt, da ein Wahlsieg gegen den populären konservativen Bürgermeister Alberto Ruiz-Gallardón (PP) kaum möglich schien. Tatsächlich erfuhr Sebastián nach einem glücklosen Wahlkampf, in dem er unter anderem in einem Fernsehduell eine Verwicklung Ruiz-Gallardóns in eine Korruptionsaffäre behauptete, ohne Beweise dafür anführen zu können, eine schwere Niederlage; die PSOE verlor drei Sitze, während die PP ihre absolute Mehrheit weiter ausbauen konnte. Daraufhin verzichtete Sebastián auf seinen Platz im Stadtrat und übernahm wieder seine Professur an der Universität Complutense.
Nach dem Wahlsieg der PSOE in den spanischen Parlamentswahlen 2008 wurde Miguel Sebastián zum Minister für Industrie, Tourismus und Handel ernannt; außerdem wurden mit Beatriz Corredor und Cristina Garmendia zwei seiner Vertrauten in die Ressorts für Wohnungsbau sowie Wissenschaft und Innovation berufen. Sebastián galt damit als neues Schwergewicht im Kabinett Zapatero. Allerdings blieb das Ressort für Wirtschaft und Finanzen weiter in der Hand von Vizepräsident Pedro Solbes.

## Politische Positionen
Anders als der liberal ausgerichtete Wirtschaftsminister Pedro Solbes vertritt Miguel Sebastián eher keynesianistische und interventionistische Positionen. So war er der Initiator der vor der Parlamentswahl 2008 von Zapatero angekündigten einmaligen Reduzierung der Einkommensteuer um 400 Euro für alle spanischen Steuerzahler, durch die dem Nachlassen der Konjunktur nach Ausbruch der internationalen Banken- und Immobilienkrise entgegengetreten werden sollte. Außerdem verteidigte Sebastián die starken Auflagen der spanischen Marktaufsichtsbehörde bei der versuchten Übernahme des Energieversorgers Endesa durch E.ON im Jahr 2006. Diese Auflagen wurden von liberaler Seite als protektionistisch kritisiert; die PP warf Sebastián vor, auf unrechtmäßige Weise Druck gegen die Aufsichtsbehörde ausgeübt zu haben, um eine Übernahme zu verhindern.